# 帕維爾·古巴列夫
帕维尔·尤里耶维奇·古巴列夫（俄語：Павел Юрьевич Губарев，發音：[ˈpavʲɪl ˈjʉrʲjɪvʲɪdʑ‿ˈɡubərʲɪf]；1983年2月10日—），烏克蘭親俄合作者，已被烏克蘭政府取缔的乌克兰进步社会党（总部位于乌克兰东南部的亲俄政党）成员。出生於苏联乌克兰苏维埃社会主义共和国北顿涅茨克。

## 生平
2014年3月1日，亲俄民众在位于乌克兰东部顿涅茨克市的顿涅茨克州政府前举行亲俄集会，集会者选举古巴列夫为新州长。古巴列夫呼吁亲俄民众在州政府前广场搭建帐篷城。
3月6日，古巴列夫被乌克兰国家安全局逮捕，罪名是非法占领国家机关、侵犯国家领土完整、图谋发动政变。5月7日获释，随后宣布成立“新俄罗斯”社会政治运动。
10月13日，古巴列夫在前往顿河畔罗斯托夫的途中遭到刺杀，一度处于昏迷状态。据悉，事件发生在頓巴斯親俄武裝控制的地域，汽车在遭遇一伙不明身份的武装分子射击之后，冲出路面撞上了路边的柱子。古巴列夫本人身受重伤被紧急送往罗斯托夫的一家诊所，次日从昏迷中苏醒。
2023年7月21日，古巴列夫因抗议伊戈尔·斯特列尔科夫被捕而在莫斯科梅夏涅区法庭外遭到拘留。

## 家庭
- 妻子：叶卡捷琳娜·古巴列娃
- 子女：两子一女